# 外交部 (大韓民国)
外交部（がいこうぶ、英語：Ministry of Foreign Affairs, 略称：MOFA）は、大韓民国の国家行政機関であり、他国の外務省に相当する。外交部の長を外交部長官と称し、国務委員が任命される。

## 歴史
- 1948年 - 外務部が設置される。
- 1998年 - 外交通商部に名称が変更される。
- 2013年3月23日 - 通商機能を産業通商資源部に移管して外交部になる。
- 2023年6月5日 - 傘下に在外同胞庁（朝鮮語版）が新設された[1]。

## 役割
外交政策の樹立および施行、対外経済関連外交政策の樹立、施行及び総合調整、条約その他国際協定に関する事務、在外自国民の保護支援、文化協力及び対外公報事務、国際事情の調査および移民事務を管掌する。

## 組織
2023年6月5日現在。

### 幹部
| - 長官 - 代弁人 - 副代弁人 - 言論担当官 - 政策広報担当官 - 広報外交大使 - 監査官 - 監査担当官 - 監察担当官 - 長官政策補佐官 | - 第1次官 - 企画調整室長 - 調整企画官 - 企画財政担当官 - 運営支援担当官 - 革新行政担当官 - 在外公館担当官 - 人事企画官 - 情報管理企画官 - 情報化担当官 - 外交通信担当官 - 外交情報保安担当官 - 非常安全担当官 - 儀典長 - 儀典企画官 - 儀典総括担当官 - 儀典行事担当官 - 外交使節担当官 - 外交戦略企画官 - 政策企画担当官 - 情勢分析担当官 | - 第2次官 - 多国間外交調整官 - 経済外交調整官 - 気候変化大使 - 国際安保大使 - 原子力・非拡散外交企画官 - 原子力外交担当官 - 軍縮非拡散担当官 - 輸出統制・制裁担当官 - 次官補 |

### 下部組織
| 第1次官管轄 - アジア太平洋局 - 審議官 - ア太1課 - ア太2課 - ア太地域協力課 - 東北アジア局 - 審議官 - 東北ア1課 - 東北ア2課 - 東北ア協力課 - ASEAN局 - 審議官 - 東南ア1課 - 東南ア2課 - ASEAN協力課 - 北米局 - 審議官 - 北米1課 - 北米2課 - 韓米安保協力1課 - 韓米安保協力2課 - 中南米局 - 審議官 - 南米課 - 中米カリブ課 - 中南米協力課 - 欧州局 - 審議官 - 西欧課 - 中欧課 - ユーラシア1課 - ユーラシア2課 - アフリカ中東局 - 審議官 - 中東1課 - 中東2課 - アフリカ1課 - アフリカ2課 | 第2次官管轄 - 在外同胞領事室 - 在外同胞領事企画官 - 在外同胞課 - 領事サービス課 - 旅券課 - 海外安全管理企画官 - 在外国民保護課 - 在外国民安全課 - 海外安全管理センター - 国際機構局 - 協力官 - 国連課 - 人権社会課 - 国際安保課 - 開発協力局 - 開発政策課 - 開発協力課 - 多国間協力・人道支援課 - 国際法律局 - 審議官 - 条約課 - 国際法規課 - 領土海洋課 - 広報文化外交局 - 広報外交総括課 - ユネスコ課 - 文化交流協力課 - 政策広報外交課 - 地域広報外交課 - 国際経済局 - 多国間経済機構課 - 経済協定規範課 - 地域経済機構課 - 二国間経済外交局 - 審議官 - 二国間経済外交総括課 - 東アジア経済外交課 - 北米欧州経済外交課 - 気候環境科学外交局 - 国際エネルギー安保課 - 気候グリーン協力課 - グローバル環境科学課 |

- 朝鮮半島平和交渉本部
  - 北核外交企画団長
    - 北核協商課
    - 北核政策課

  - 平和外交企画団長
    - 平和体制課
    - 対北政策協力課

### 所属機関
- 国立外交院
- 在外公館

### 傘下機関
- 在外同胞庁（朝鮮語版）
- 韓国国際協力団
- 韓国国際交流財団
- 在外同胞財団

## 朝鮮半島平和交渉本部
2006年に北朝鮮核問題と六者会合を担当するために設置された組織。当初は一時的組織だったが、2011年3月29日から正規組織化。2020年現在の本部長は李度勲。

## 歴代長官・次官

### 歴代長官
| 代       | 氏名     | 氏名         | 在任期間       | 在任期間       | 大統領                                   |
| 代       | 漢字表記 | ハングル表記 | 着任           | 退任           | 大統領                                   |
| -------- | -------- | ------------ | -------------- | -------------- | ---------------------------------------- |
| 1        | 張沢相   | 장택상       | 1948年8月15日  | 1948年12月24日 | 李承晩                                   |
| 2        | 林炳稷   | 임병직       | 1948年12月25日 | 1951年4月15日  | 李承晩                                   |
| 3        | 卞栄泰   | 변영태       | 1951年4月16日  | 1955年7月28日  | 李承晩                                   |
| 4        | 曺正煥   | 조정환       | 1955年7月29日  | 1959年12月21日 | 李承晩                                   |
| 職務代理 | 崔圭夏   | 최규하       | 1959年12月22日 | 1960年4月24日  | 李承晩                                   |
| 5        | 許政     | 허정         | 1960年4月25日  | 1960年8月19日  | 大統領権限代行の許政が自ら兼務           |
| 6        | 鄭一亨   | 정일형       | 1960年8月23日  | 1961年5月20日  | 尹潽善                                   |
| 7        | 金弘壹   | 김홍일       | 1961年5月21日  | 1961年7月21日  | 尹潽善                                   |
| 8        | 宋堯讃   | 송요찬       | 1961年7月22日  | 1961年10月10日 | 軍事政権                                 |
| 9        | 崔徳新   | 최덕신       | 1961年10月11日 | 1963年3月15日  | 軍事政権                                 |
| 10       | 金溶植   | 김용식       | 1963年3月16日  | 1963年12月16日 | 軍事政権                                 |
| 11       | 丁一権   | 정일권       | 1963年12月17日 | 1964年7月24日  | 朴正煕                                   |
| 12       | 李東元   | 이동원       | 1964年7月25日  | 1966年12月     | 朴正煕                                   |
| 13       | 丁一権   | 정일권       | 1966年12月     | 1967年6月29日  | 朴正煕                                   |
| 14       | 崔圭夏   | 최규하       | 1967年6月30日  | 1971年6月3日   | 朴正煕                                   |
| 15       | 金溶植   | 김용식       | 1971年6月4日   | 1973年12月2日  | 朴正煕                                   |
| 16       | 金東祚   | 김동조       | 1973年12月3日  | 1975年12月18日 | 朴正煕                                   |
| 17       | 朴東鎮   | 박동진       | 1975年12月19日 | 1980年9月1日   | 朴正煕・崔圭夏                           |
| 18       | 盧信永   | 노신영       | 1980年9月2日   | 1982年6月1日   | 全斗煥                                   |
| 19       | 李範錫   | 이범석       | 1982年6月2日   | 1983年10月9日  | 全斗煥                                   |
| 20       | 李源京   | 이원경       | 1983年10月15日 | 1986年8月26日  | 全斗煥                                   |
| 21       | 崔侊洙   | 최광수       | 1986年8月26日  | 1988年12月5日  | 全斗煥・盧泰愚                           |
| 22       | 崔浩中   | 최호중       | 1988年12月5日  | 1990年12月27日 | 盧泰愚                                   |
| 23       | 李相玉   | 이상옥       | 1990年12月27日 | 1993年2月26日  | 盧泰愚                                   |
| 24       | 韓昇洲   | 한승주       | 1993年2月26日  | 1994年12月24日 | 金泳三                                   |
| 25       | 孔魯明   | 공로명       | 1994年12月24日 | 1996年11月7日  | 金泳三                                   |
| 26       | 柳宗夏   | 유종하       | 1996年11月7日  | 1998年3月3日   | 金泳三                                   |
| 27       | 朴定洙   | 박정수       | 1998年3月3日   | 1998年8月4日   | 金大中                                   |
| 28       | 洪淳瑛   | 홍순영       | 1998年8月4日   | 2000年1月14日  | 金大中                                   |
| 29       | 李廷彬   | 이정빈       | 2000年1月14日  | 2001年3月26日  | 金大中                                   |
| 30       | 韓昇洙   | 한승수       | 2001年3月26日  | 2002年2月4日   | 金大中                                   |
| 31       | 崔成泓   | 최성홍       | 2002年2月4日   | 2003年2月27日  | 金大中                                   |
| 32       | 尹永寛   | 윤영관       | 2003年2月27日  | 2004年1月17日  | 盧武鉉                                   |
| 33       | 潘基文   | 반기문       | 2004年1月17日  | 2006年11月10日 | 盧武鉉                                   |
| 34       | 宋旻淳   | 송민순       | 2006年11月10日 | 2008年2月29日  | 盧武鉉                                   |
| 35       | 柳明桓   | 유명환       | 2008年2月29日  | 2010年9月4日   | 李明博                                   |
| 36       | 金星煥   | 김성환       | 2010年10月8日  | 2013年3月11日  | 李明博                                   |
| 37       | 尹炳世   | 윤병세       | 2013年3月11日  | 2017年6月18日  | 朴槿惠・黄教安（大統領権限代行）・文在寅 |
| 38       | 康京和   | 강경화       | 2017年6月18日  | 2021年2月8日   | 文在寅                                   |
| 39       | 鄭義溶   | 정의용       | 2021年2月9日   | 2022年5月12日  | 文在寅                                   |
| 40       | 朴振     | 박진         | 2022年5月12日  | 2024年1月9日   | 尹錫悦                                   |
| 41       | 趙兌烈   | 조태열       | 2024年1月10日  | 2025年7月18日  | 尹錫悦                                   |
| 42       | 趙顕     | 조현         | 2025年7月19日  | 現職           | 李在明                                   |

### 歴代次官
| （第1）次官氏名 | （第1）次官氏名 | 在任期間       | 在任期間       | （第2）次官氏名 | （第2）次官氏名 | 在任期間       | 在任期間       |
| 漢字表記        | ハングル表記    | 着任           | 退任           | 漢字表記        | ハングル表記    | 着任           | 退任           |
| --------------- | --------------- | -------------- | -------------- | --------------- | --------------- | -------------- | -------------- |
| 高昌一          | 고창일          | 1948年8月9日   | 1949年2月13日  | なし            | なし            | なし           | なし           |
| 曺正煥          | 조정환          | 1949年3月7日   | 1951年7月4日   | なし            | なし            | なし           | なし           |
| 朴巌            | 박엄            | 1951年7月1日   | 1951年7月31日  | なし            | なし            | なし           | なし           |
| 葛弘基          | 갈홍기          | 1952年2月1日   | 1952年9月30日  | なし            | なし            | なし           | なし           |
| 曺正煥          | 조정환          | 1952年10月2日  | 1955年7月28日  | なし            | なし            | なし           | なし           |
| 金東祚          | 김동조          | 1957年5月3日   | 1959年9月11日  | なし            | なし            | なし           | なし           |
| 崔圭夏          | 최규하          | 1959年9月12日  | 1960年5月11日  | なし            | なし            | なし           | なし           |
| 李寿栄          | 이수영          | 1960年5月12日  | 1960年7月31日  | なし            | なし            | なし           | なし           |
| 禹熙昌          | 우희창          | 1960年8月26日  | 1961年1月29日  | 金溶植          | 김용식          | 1960年8月30日  | 1961年5月9日   |
| 金在淳          | 김재순          | 1961年1月30日  | 1961年5月2日   | 金溶植          | 김용식          | 1960年8月30日  | 1961年5月9日   |
| 李寿栄          | 이수영          | 1961年6月16日  | 1961年7月6日   | なし            | なし            | なし           | なし           |
| 朴東鎮          | 박동진          | 1961年7月7日   | 1961年10月10日 | なし            | なし            | なし           | なし           |
| 李源京          | 이원경          | 1961年10月13日 | 1962年8月29日  | なし            | なし            | なし           | なし           |
| 崔文卿          | 최문경          | 1962年8月28日  | 1963年12月15日 | なし            | なし            | なし           | なし           |
| 鄭一永          | 정일영          | 1963年12月17日 | 1964年10月18日 | なし            | なし            | なし           | なし           |
| 文徳周          | 문덕주          | 1964年10月19日 | 1965年10月24日 | なし            | なし            | なし           | なし           |
| 金永周          | 김영주          | 1965年10月25日 | 1967年9月21日  | なし            | なし            | なし           | なし           |
| 陳弼植          | 진필식          | 1967年9月22日  | 1969年12月7日  | なし            | なし            | なし           | なし           |
| 尹錫憲          | 윤석헌          | 1969年12月8日  | 1974年2月3日   | なし            | なし            | なし           | なし           |
| 盧信永          | 노신영          | 1974年2月11日  | 1976年3月24日  | なし            | なし            | なし           | なし           |
| 尹河珽          | 윤하정          | 1976年3月25日  | 1978年5月26日  | なし            | なし            | なし           | なし           |
| 李玟容          | 이민용          | 1978年5月27日  | 1980年5月25日  | なし            | なし            | なし           | なし           |
| 金東輝          | 김동휘          | 1980年5月26日  | 1982年5月20日  | なし            | なし            | なし           | なし           |
| 盧載源          | 노재원          | 1982年5月24日  | 1984年3月2日   | なし            | なし            | なし           | なし           |
| 李相玉          | 이상옥          | 1984年3月3日   | 1986年9月4日   | なし            | なし            | なし           | なし           |
| 呉在熙          | 오재희          | 1986年9月5日   | 1987年9月6日   | なし            | なし            | なし           | なし           |
| 朴双竜          | 박쌍용          | 1987年9月7日   | 1988年3月4日   | なし            | なし            | なし           | なし           |
| 申東元          | 신동원          | 1988年3月5日   | 1989年12月28日 | なし            | なし            | なし           | なし           |
| 柳宗夏          | 유종하          | 1989年12月29日 | 1992年2月26日  | なし            | なし            | なし           | なし           |
| 盧昌熹          | 노창희          | 1992年2月27日  | 1993年3月3日   | なし            | なし            | なし           | なし           |
| 洪淳瑛          | 홍순영          | 1993年3月4日   | 1994年5月22日  | なし            | なし            | なし           | なし           |
| 朴健雨          | 박건우          | 1994年5月23日  | 1995年1月16日  | なし            | なし            | なし           | なし           |
| 李時栄          | 이시영          | 1995年1月20日  | 1995年12月25日 | なし            | なし            | なし           | なし           |
| 李祺周          | 이기주          | 1995年12月26日 | 1998年3月8日   | なし            | なし            | なし           | なし           |
| 宣晙英          | 선준영          | 1998年3月9日   | 2000年1月26日  | なし            | なし            | なし           | なし           |
| 潘基文          | 반기문          | 2000年1月27日  | 2001年4月1日   | なし            | なし            | なし           | なし           |
| 崔成泓          | 최성홍          | 2001年4月2日   | 2002年2月3日   | なし            | なし            | なし           | なし           |
| 金恒経          | 김항경          | 2002年2月5日   | 2003年3月2日   | なし            | なし            | なし           | なし           |
| 金在燮          | 김재섭          | 2003年3月3日   | 2004年1月28日  | なし            | なし            | なし           | なし           |
| 崔英鎮          | 최영진          | 2004年1月29日  | 2005年1月24日  | なし            | なし            | なし           | なし           |
| 李泰植          | 이태식          | 2005年1月25日  | 2005年9月29日  | 柳明桓          | 유명환          | 2005年7月28日  | 2005年9月29日  |
| 柳明桓          | 유명환          | 2005年9月30日  | 2006年11月30日 | 李揆亨          | 이규형          | 2005年9月30日  | 2006年11月30日 |
| 趙重杓          | 조중표          | 2006年12月1日  | 2008年2月29日  | 金浩栄          | 김호영          | 2006年12月1日  | 2008年2月28日  |
| 権鍾洛          | 권종락          | 2008年3月1日   | 2009年11月16日 | 金星煥          | 김성환          | 2008年3月1日   | 2008年6月22日  |
| 権鍾洛          | 권종락          | 2008年3月1日   | 2009年11月16日 | 申珏秀          | 신각수          | 2008年7月11日  | 2009年11月16日 |
| 申珏秀          | 신각수          | 2009年11月17日 | 2011年2月8日   | 千英宇          | 천영우          | 2009年11月17日 | 2010年10月18日 |
| 朴錫煥          | 박석환          | 2011年2月9日   | 2012年2月27日  | 閔東石          | 민동석          | 2010年10月28日 | 2012年2月27日  |
| 安豪栄          | 안호영          | 2012年2月28日  | 2013年3月13日  | 金聖翰          | 김성한          | 2012年2月28日  | 2013年3月13日  |
| 金奎顕          | 김규현          | 2013年3月14日  | 2014年2月4日   | 趙兌烈          | 조태열          | 2013年3月14日  | 2016年11月18日 |
| 趙太庸          | 조태용          | 2014年2月28日  | 2015年10月21日 | 趙兌烈          | 조태열          | 2013年3月14日  | 2016年11月18日 |
| 林聖男          | 임성남          | 2015年10月21日 | 2018年9月28日  | 安総基          | 안총기          | 2016年11月18日 | 2017年6月1日   |
| 林聖男          | 임성남          | 2015年10月21日 | 2018年9月28日  | 趙顕            | 조현            | 2017年6月1日   | 2018年9月28日  |
| 趙顕            | 조현            | 2018年9月28日  | 2019年5月23日  | 李泰鎬          | 이태호          | 2018年9月28日  | 2020年12月24日 |
| 趙世暎          | 조세영          | 2019年5月24日  | 2020年8月14日  | 李泰鎬          | 이태호          | 2018年9月28日  | 2020年12月24日 |
| 崔鍾建          | 최종건          | 2020年8月15日  | 2022年5月9日   | 崔鍾文          | 최종문          | 2020年12月25日 | 2022年5月9日   |
| 趙賢東          | 조현동          | 2022年5月10日  | 2023年4月12日  | 李度勲          | 이도훈          | 2022年5月10日  | 2023年6月30日  |
| 張虎鎮          | 장호진          | 2023年4月12日  | 2024年1月1日   | 呉姈姝          | 오영주          | 2023年7月3日   | 2023年12月29日 |
| 金烘均          | 김홍균          | 2024年1月      | 2025年6月10日  | 姜仁仙          | 강인선          | 2024年1月10日  | 2025年6月10日  |
| 朴潤柱          | 박윤주          | 2025年6月11日  | 現職           | 金珍我          | 김진아          | 2025年6月11日  | 現職           |